# Ergastoplazma
Ergastoplazma (gr. ergazomai = praca; plazma pracująca) – bazofilne (zasadochłonne) obszary cytoplazmy wokół jądra komórkowego, charakteryzujące się nagromadzeniem ER-g (retikulum endoplazmatycznego granularnego, inaczej siateczki śródplazmatycznej szorstkiej), wraz z tym retikulum. Na siateczce znajdują się rybosomy, syntetyzujące białka (translacja) na podstawie kwasu mRNA, który nadaje środowisku wnętrza komórki odczyn kwaśny (zasadochłonność) przez obecność reszt fosforanowych.
Zobacz też:
- retikulum endoplazmatyczne